# Albi Rosenthal
Albrecht Gabriel Rosenthal, genannt Albi Rosenthal (geboren 5. Oktober 1914 in München; gestorben 3. August 2004 in Oxford) war ein britischer Musikantiquar und Musikwissenschaftler.

## Leben
Albrecht Rosenthal entstammte der Familie Rosenthal, die in München 1867 ein Antiquariat gegründet hatte. Sein Vater war Erwin Rosenthal (1889–1981), sein Großvater der Buchhändler und Antiquar Jacques Rosenthal (1854–1937).
Nach der Machtübernahme der Nationalsozialisten emigrierte Rosenthal Ende 1933 nach England. Auf Vermittlung seines Vaters studierte er Kunstgeschichte bei Fritz Saxl und drei Jahre lang bei Rudolf Wittkower am Warburg Institute sowie Paläographie bei Robin Flower und Richard Salomon am British Museum. Sein praktisches und theoretisches Interesse an der Musik vertiefte er durch private Studien bei Egon Wellesz. Sein erster Artikel über Dürers „Traum“ erschien 1938 im The Burlington Magazine. Er veröffentlichte in der Folgezeit in Fachzeitschriften über 70 Artikel zu den Themen Buchhandel, Bibliographie, Autographen und Musikautographen.
In der von ihm 1936 gegründeten Antiquariatshandlung „A. Rosenthal Ltd.“ erschien 1937 der erste Katalog mit einhundert Manuskripten und Büchern des Mittelalters und der Renaissance. Das Geschäft übersiedelte 1941, nachdem es in London ausgebombt worden war, nach Oxford.
Rosenthal wurde 1945 als Brite naturalisiert. 1948 erschien in Oxford sein erster Katalog von Musikalien. Er begann mit Maurice Ettinghausen, (Vater von Walter Eytan), antike Bücher in die USA zu exportieren.
Ettinghausen gab ihm den Hinweis zu den Motettenmanuskripten aus dem 13. Jahrhundert La Clayette, die Rosenthal wiederfand und deren Erwerb durch die Bibliothèque nationale de France vermittelte.
Beim Verkauf der Sammlung des Pianisten Alfred Cortot lernte er 1951 den Buchantiquar Otto Haas kennen, dessen Geschäft er, zusätzlich zu dem eigenen, 1955 übernahm und unter dem alten Namen weiterführte.
Rosenthal vermittelte Ankäufe für das Schumann-Archiv in Zwickau und für das Brahms-Institut in Lübeck und arbeitete mit den Leitern der Musikabteilung der Staatsbibliothek zu Berlin Rudolf Elvers und Helmut Hell ebenso zusammen wie mit Klaus Maurice, dem Generalsekretär der Kulturstiftung der Länder. Er war Mitglied der Stiftungsräte des Beethoven-Hauses, des Nietzsche-Hauses in Sils Maria und der Bodleian Library in Oxford. Seit 1973 baute er für Paul Sacher dessen Sammlung auf und besorgte für die 1986 gegründete Stiftung die Manuskripte aus dem Nachlass von Anton Webern und Igor Strawinsky. Mit Alan Tyson veröffentlichte er 1990 Wolfgang Amadeus Mozarts Verzeichnüss aller meiner Werke. Seine Schriftensammlung Obiter Scripta erschien 2000.
Die Internationale Stiftung Mozarteum ehrte seine Bemühungen mit der Goldenen Mozartnadel. Das Oxford University Orchestra ernannte ihren langjährigen Violinisten zum Präsidenten, die Oxford University verlieh ihm 1979 einen Magister Artium ehrenhalber. Festschriften ihm zu Ehren erschienen 1984, 1989 und 1994. An seinem 80. Geburtstag schenkte er seine Sammlung von Mozart-Editionen der Bodleian Library.
Seine 1947 geheiratete Frau Maud (1909–2007) war die Tochter des Arztes und passionierten Nietzsche-Forschers Oscar Levy, Maud und Albi kümmerten sich um die Werkausgabe Oscar Levys. Sie hatten drei Kinder, zwei Töchter, Jacqueline (verehelichte Gray) und Julia, die das Antiquariatsgeschäft übernahm. Der Sohn Jim Rosenthal wurde Sportreporter.
Das Stadtarchiv München besitzt ein umfangreiches Firmen- und Familienarchiv der Rosenthals, das seit 2014 durch Zustiftungen der Oxforder Antiquarin Julia Rosenthal nochmals erweitert wurde. 

## Schriften (Auswahl)
- mit Alan Tyson: Mozart’s thematic catalogue: a facsimile, British Library, Stefan Zweig MS 63.Cornell University Press, Ithaca, N.Y. 1990, ISBN 0-8014-2545-X.
- mit Jacqueline Gray: Obiter scripta. Essays, lectures, articles, interviews, and reviews on music and other subjects. Offox Press, Oxford 2000, ISBN 0-8108-3861-3.